# Đám cưới của Camacho
Đám cưới của Camacho (tiếng Đức: Die Hochzeit des Camacho) là vở opera hài 2 màn của nhà soạn nhạc người Đức gốc Do Thái Felix Mendelssohn. Người viết lời cho tác phẩm này là Friedrich Voigt. Voigt đã dựa vào tác phẩm nổi tiếng Don Quixote của nhà văn người Tây Ban Nha Cervantes để có thể thực hiện công việc đó. Mendelssohn sáng tác vở opera vào năm 1824, lúc ông mới có 15 tuổi, hoàn thành tác phẩm vào năm 1825. Tác phẩm được trình diễn lần đầu tiên vào năm 1827.